# Chapelle des Pénitents blancs d'Alleins
La chapelle des Pénitents blancs, ou chapelle Notre-Dame-de-Pitié, est une chapelle située à Alleins, dans le département français des Bouches-du-Rhône et la région Provence-Alpes-Côte d'Azur.

## Histoire
Elle fait l’objet d’une inscription au titre des monuments historiques depuis le 12 avril 1965.
Le culte est confié à la Fraternité sacerdotale Saint-Pie-X qui y célèbre la messe trois dimanches par mois à 18h30

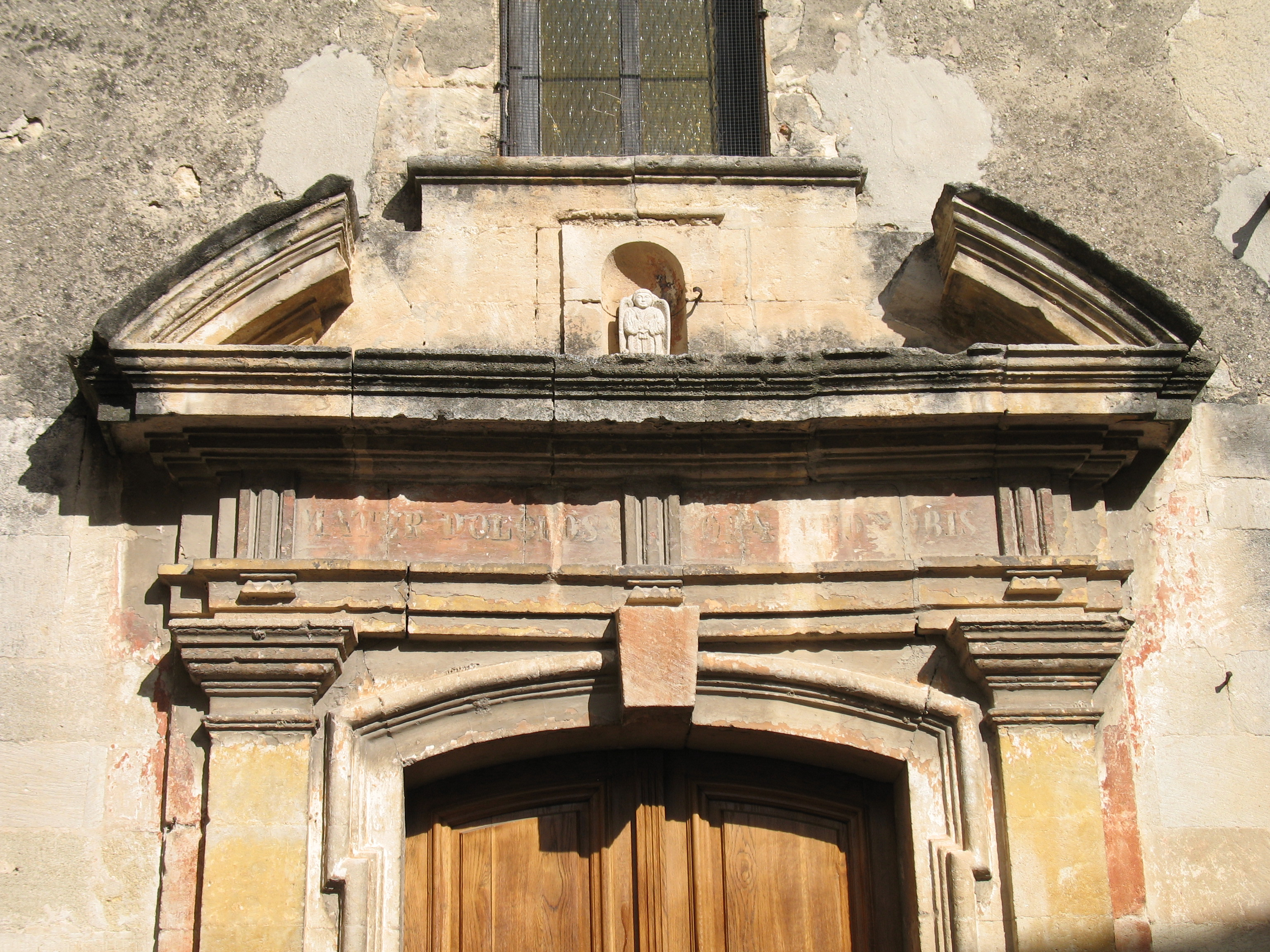
Fronton porte de façade.
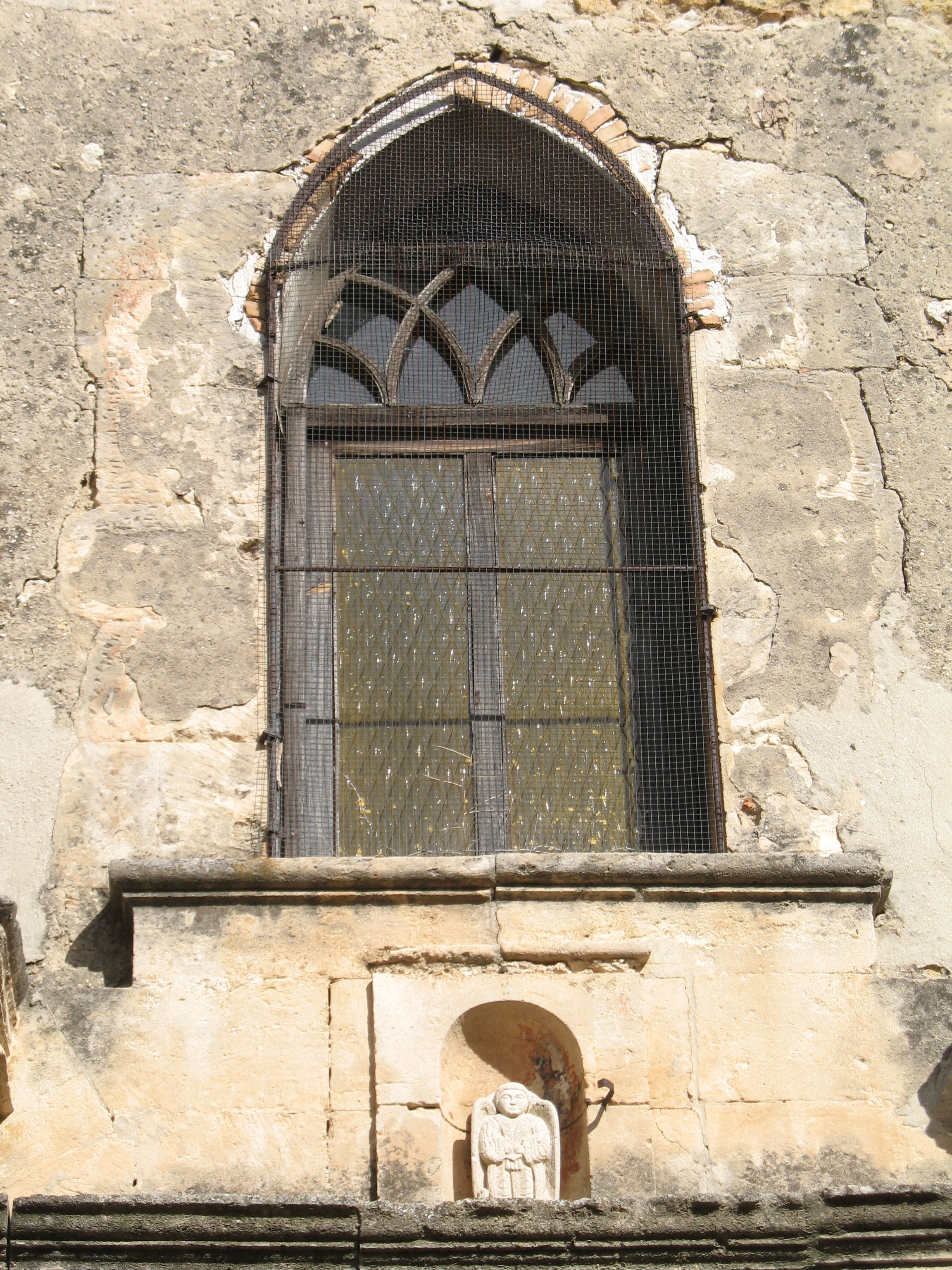
Fenêtre de façade.
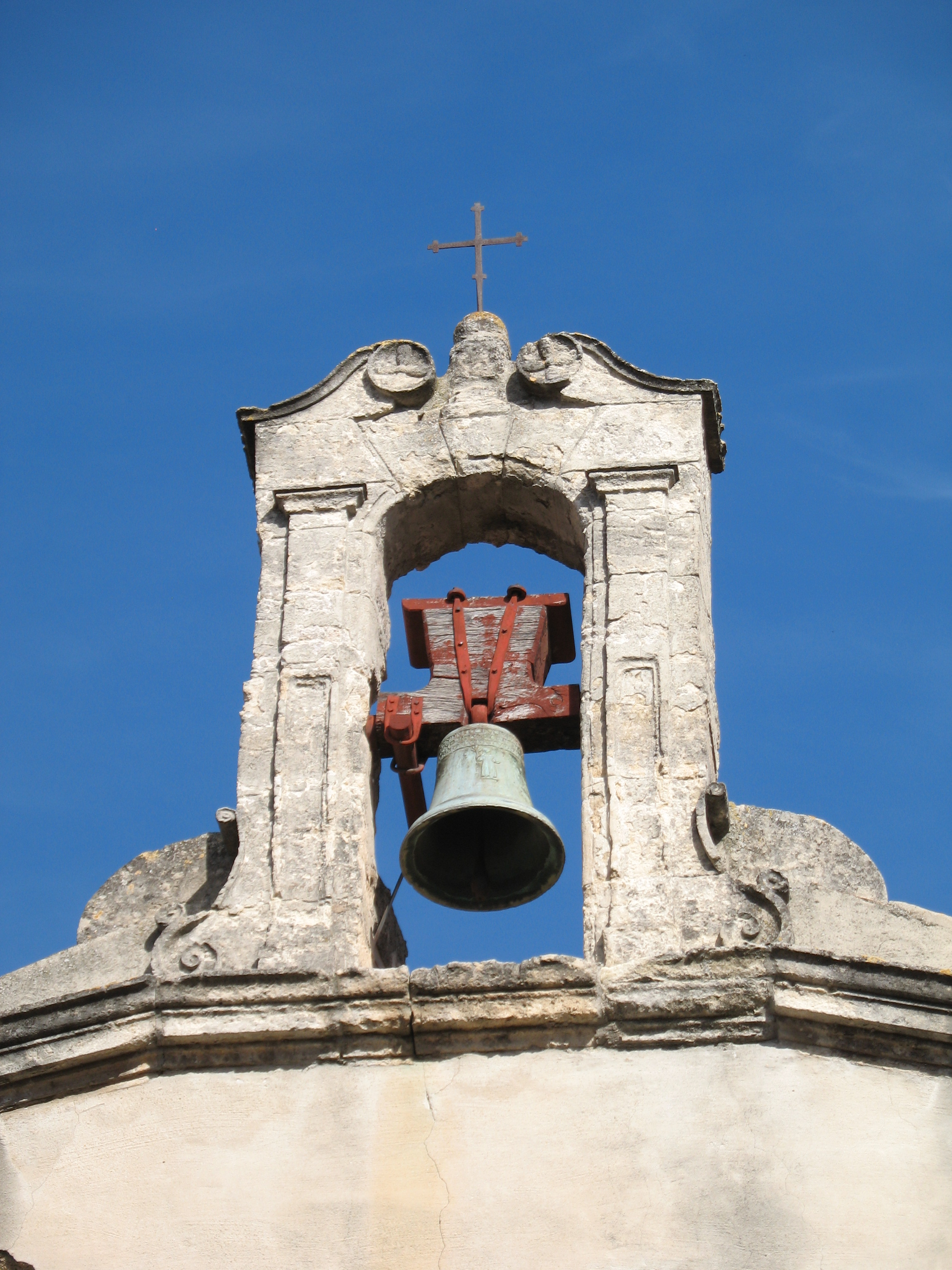
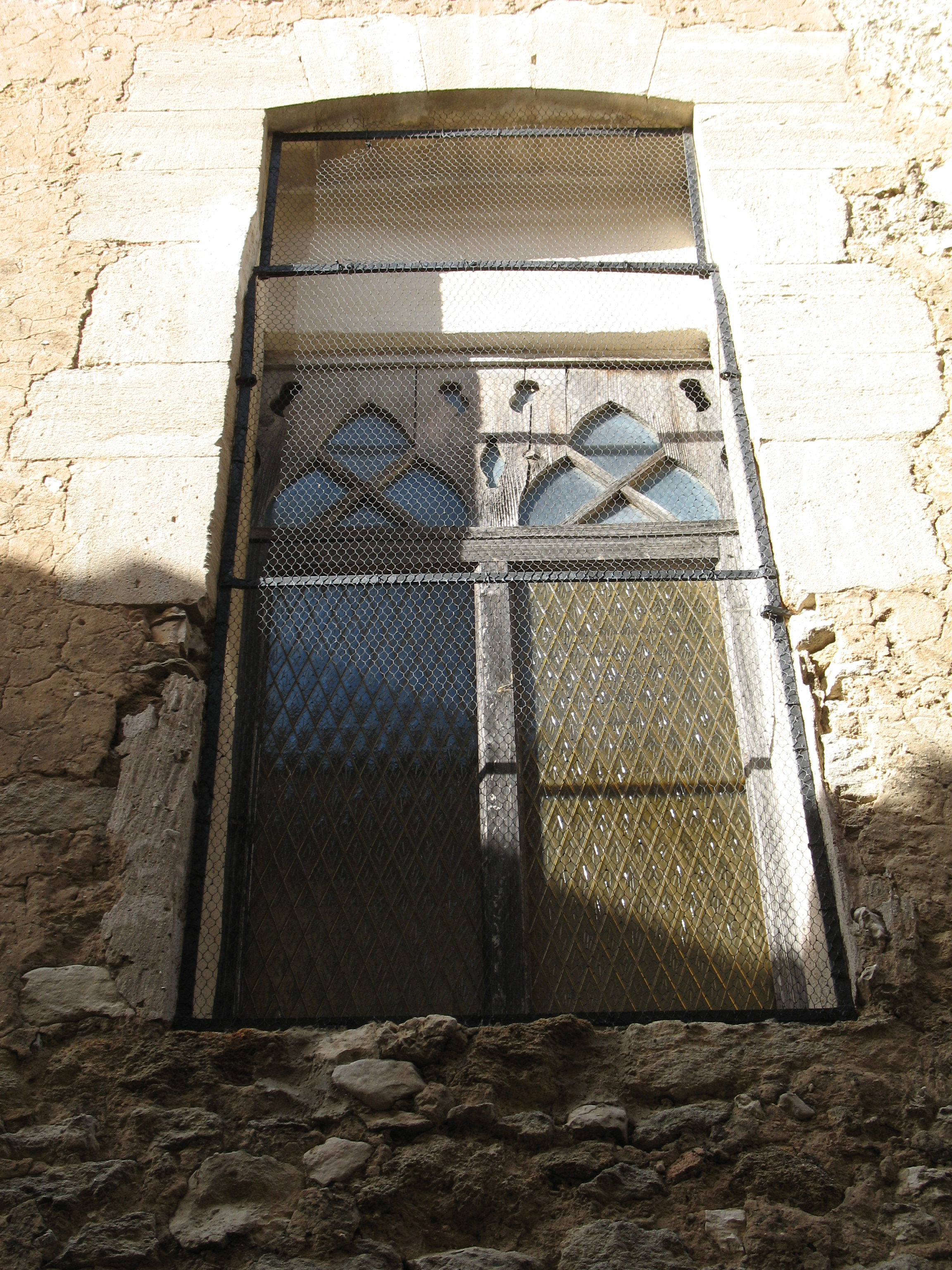
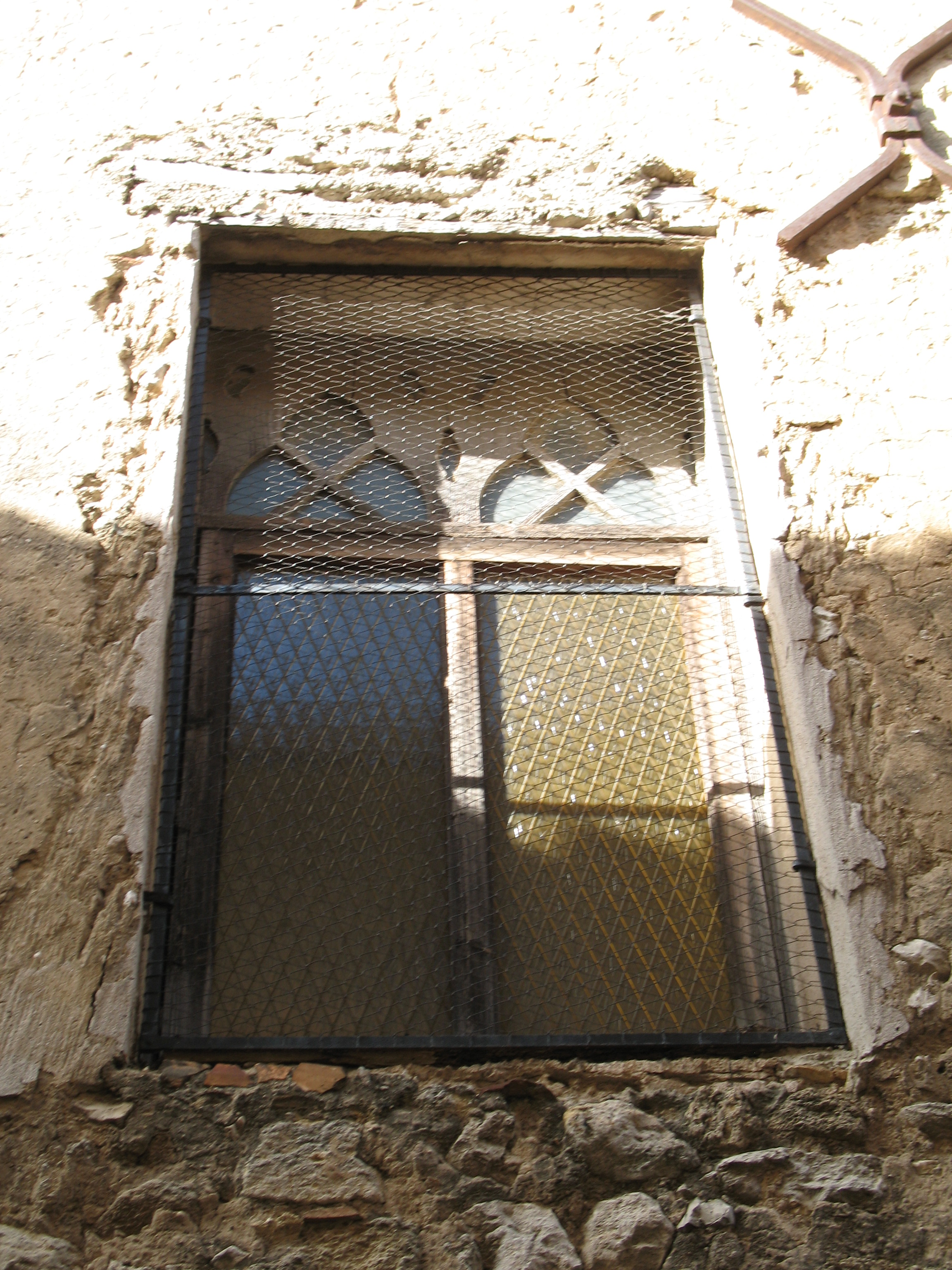
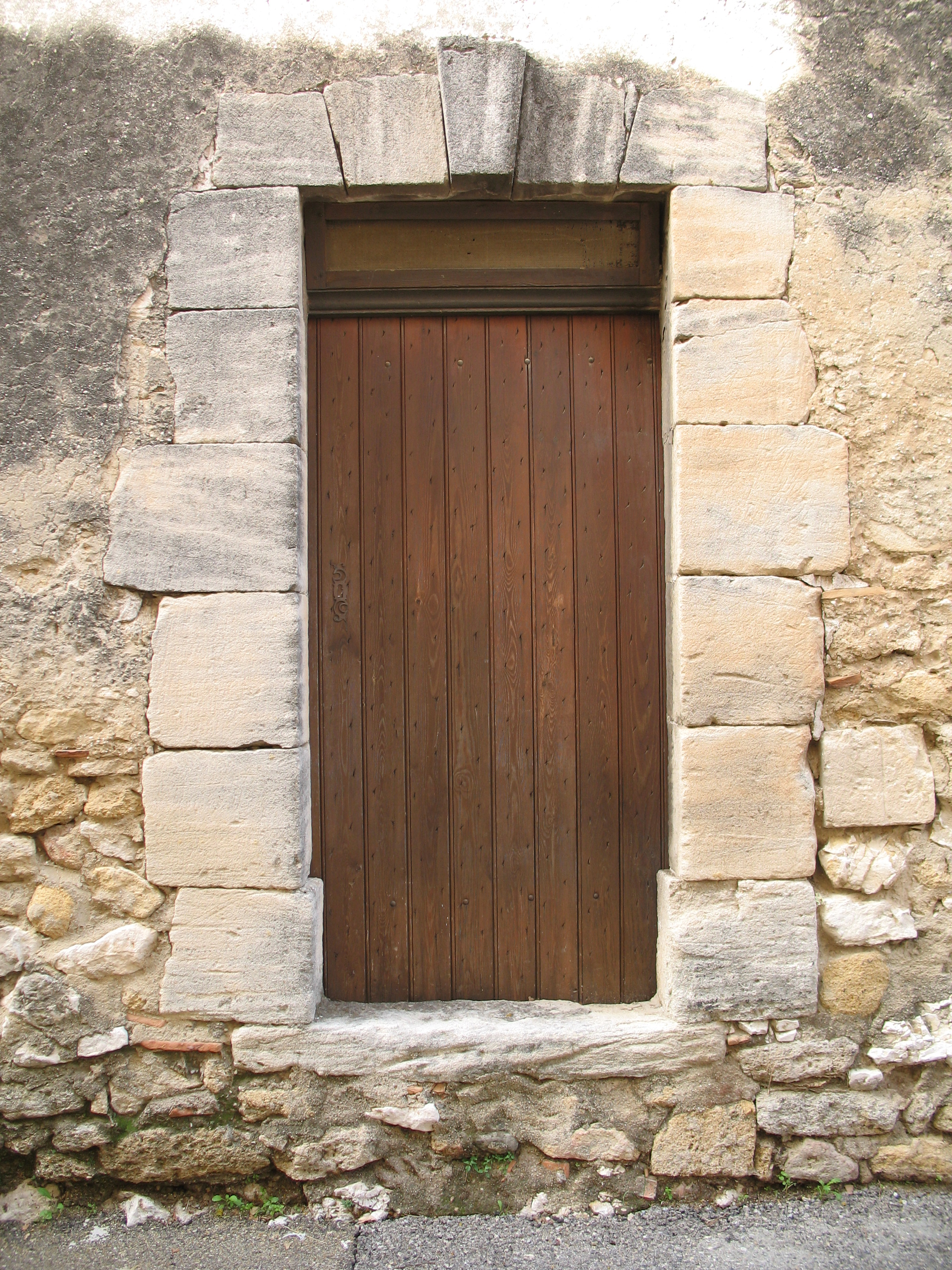
Porte latérale.
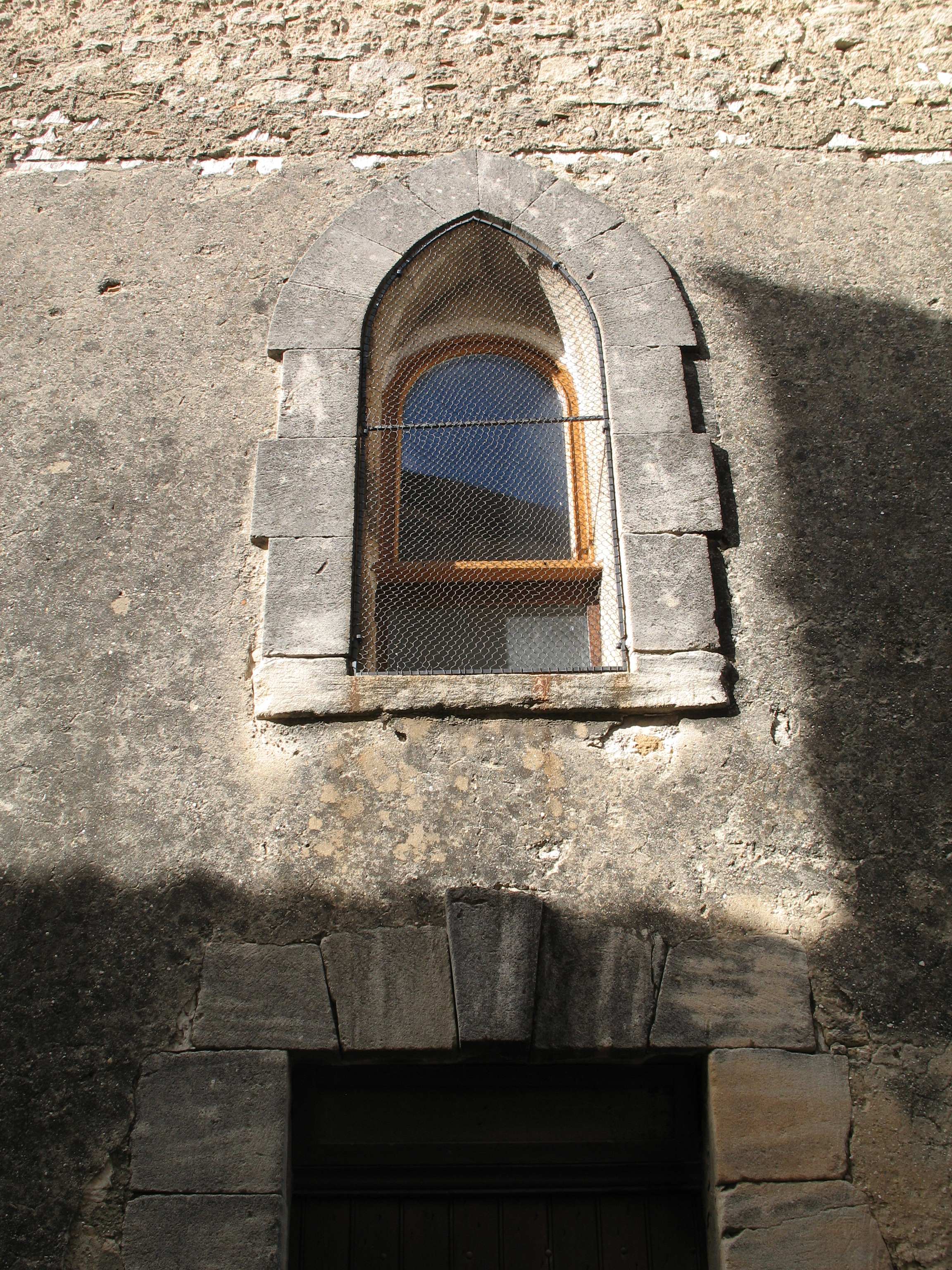
Fenêtre au-dessus de la porte latérale.